# Enderleinellus nitzschi
Enderleinellus nitzschi är en insektsart som beskrevs av Fahrenholz 1916. Enderleinellus nitzschi ingår i släktet Enderleinellus och familjen ekorrlöss. Inga underarter finns listade i Catalogue of Life.